# 南芦屋浜コミュニティ&アート計画
南芦屋浜コミュニティ&アート計画は1995年の阪神・淡路大震災の被災者の居住対策として、住宅・都市整備公団により芦屋市の埋立地に建設された南芦屋浜震災復興住宅において、1996年から試みられた住民間のコミュニケーションを円滑に生み出すことを目的にしたパブリックアート及びコミュニティアートプロジェクトである。

## 経緯
南芦屋浜では、兵庫県が主体となり、マリーナリゾートを中心としたまちづくりが計画されていた。しかし、阪神・淡路大震災への対応のため、完了寸前であった土地利用計画を一部変更して、急遽、震災復興公営住宅として市営住宅440戸、県営住宅414戸が建設されることとなった。
震災後、仮設居住が在住地で行うことが難しく、災害復興住宅も在住地から離れるため、コミュニティがバラバラになる例が多くあったため、入居前から、公営住宅としては当時初めての試みである、アートを媒介としてコミュニティを形成し、愛着が生まれる街をつくると「楽しい暮らしの風景づくり＝コミュニティ&アート計画（プロジェクト）」が実施された。
プロジェクトでは、コミュニティ形成を図るため入居までの準備に主眼を置いた「暮らしのワークショップ」と、パブリックスペースにアートを導入することにより、居住者たちの様々な出会いや活動が創出する「アートワーク」の二つの大きな枠組みから成り立っている。
1998年4月まちびらき記念事業としてとして、芦屋市立美術博物館にて「南芦屋浜コミュニティ&アート計画ドキュメント展」、団地内にて「南芦屋浜アートフェスティバル」が行われた。1999年10月には「南芦屋浜コミュニティ&アートプロジェクト・ドキュメント展 Part2」が芦屋市立美術博物館にて再度開催された。2005年にプロジェクト6年間の軌跡を記した『暴力とカスタマイズ』が南芦屋浜コミュニティ＆アートプロジェクト記録誌製作チームより発行された。

## 暮らしのワークショップ
番外編も含めて合計８回、入居予定所に対してワークショップが行われた。
- 第1回：1997年5月25日（日）芦屋市立美術博物館1階講義室「共に暮らす人の話を育もう〜こんな暮らしだったらいいね〜』
- 第2回：1997年6月29日（日）芦屋浜センタービル3階大会議室「団地の全体計画を知ろう』
- 第3回：1997年８月3日（日）芦屋市立美術博物館「いろいろな人と交流しよう〜現地見学を通して〜」
- 第4回：1997年9月7日（日）芦屋浜センタービル3階大会議室「庭や共用空間の使い方を考えようー１〜コミュニティテラスについて〜』
- 第5回：1997年10月12日（日）芦屋浜センタービル3階大会議室「庭や共用空間の使い方を考えようー２〜ナチュラルコモンについて〜」
- 第6回：1997年11月9日（日）芦屋浜センタービル3階大会議室「居住者の活動グループを育もう」
- 第7回：1998年3月15日（日）芦屋浜センタービル3階大会議室「入居直前情報を知る〜自治会のたちあげを考えよう〜」
- ワークショップ番外編「建設現場見学会」

## アートワーク
アートワークは、アーティストによる9つの作品と、市民参加による２つの作品が制作された。

### アーティスト作品
| 作品名                                                                                 | 作者              | 設置場所                                                       |
| -------------------------------------------------------------------------------------- | ----------------- | -------------------------------------------------------------- |
| サクリファイス                                                                         | 宮本佳明          | 屋外プロムナード（県営４、５、６号棟、市営４、５、６号棟付近） |
| Time-光と時間                                                                          | IDEAL COPY        | 市営１号棟                                                     |
| On the other side of the road 道の向こう側                                             | 小山田徹          | 市営２号棟                                                     |
| あしたもあしたもあしたもあいたい。うわーん。いちばん好きな人が、いちばん気持ちいいし。 | イチハラヒロコ    | 市営3号棟                                                      |
| 11の扉                                                                                 | 赤崎みま          | 県営1号棟                                                      |
| 浜の春秋                                                                               | 稲畑汀子          | 県営2号棟                                                      |
| 曖昧な空間wall-floor-wall-ceiling                                                      | 藤本由紀夫        | 県営3号棟                                                      |
| ヒーリングhealing                                                                      | 木村博昭+江川直樹 | 県営４、５、６号棟、市営４、５、６号棟                         |
| 注文の多い楽農店                                                                       | 田甫律子          | 市営５号棟6号棟間、県営５号棟6号棟間                           |

この中でも、「サクリファイス」は破壊された防潮堤を模した団地の東西を断続的に横切る長さ約400mの大規模な作品で団地の外からでも鑑賞することができる。

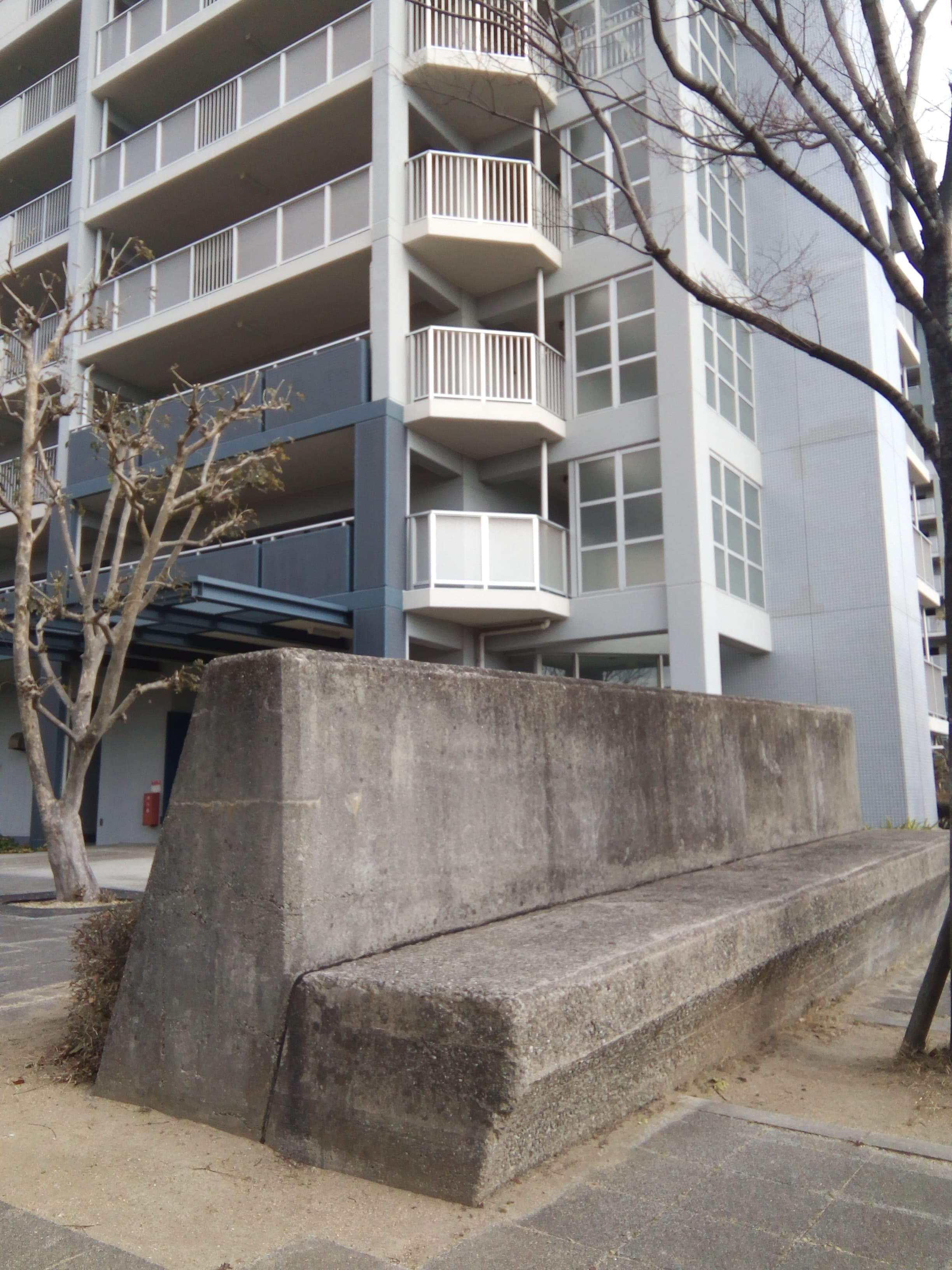
サクリファイス（2019年1月撮影）

### 市民参加作品
| 作品名           | 内容                                                                     | 設置場所                   |
| ---------------- | ------------------------------------------------------------------------ | -------------------------- |
| アート車止め     | 車止めの頭部に居住者や近隣の幼稚園児が絵を描いたタイルをはめ込んだもの   | 団地内道路                 |
| お知り合いベンチ | 住民とボランティアによってお尻の型をとって作成されたコンクリート製ベンチ | コミュニティスペース内など |

## だんだん畑について
アートワークの中でも1998年5月17日、まちびらきアートフェスティバルの最後を飾る「楽農まつり」が行われて楽農活動がスタートした「注文の多い楽農店」は、コミュニティ形成促進のため住民が維持管理を行う共同農地「団地のだんだん畑」として特に注目され、まちびらき当時は新聞でも取り上げられた。

2007年には農地から低木植栽帯に変わったことが報告されている。

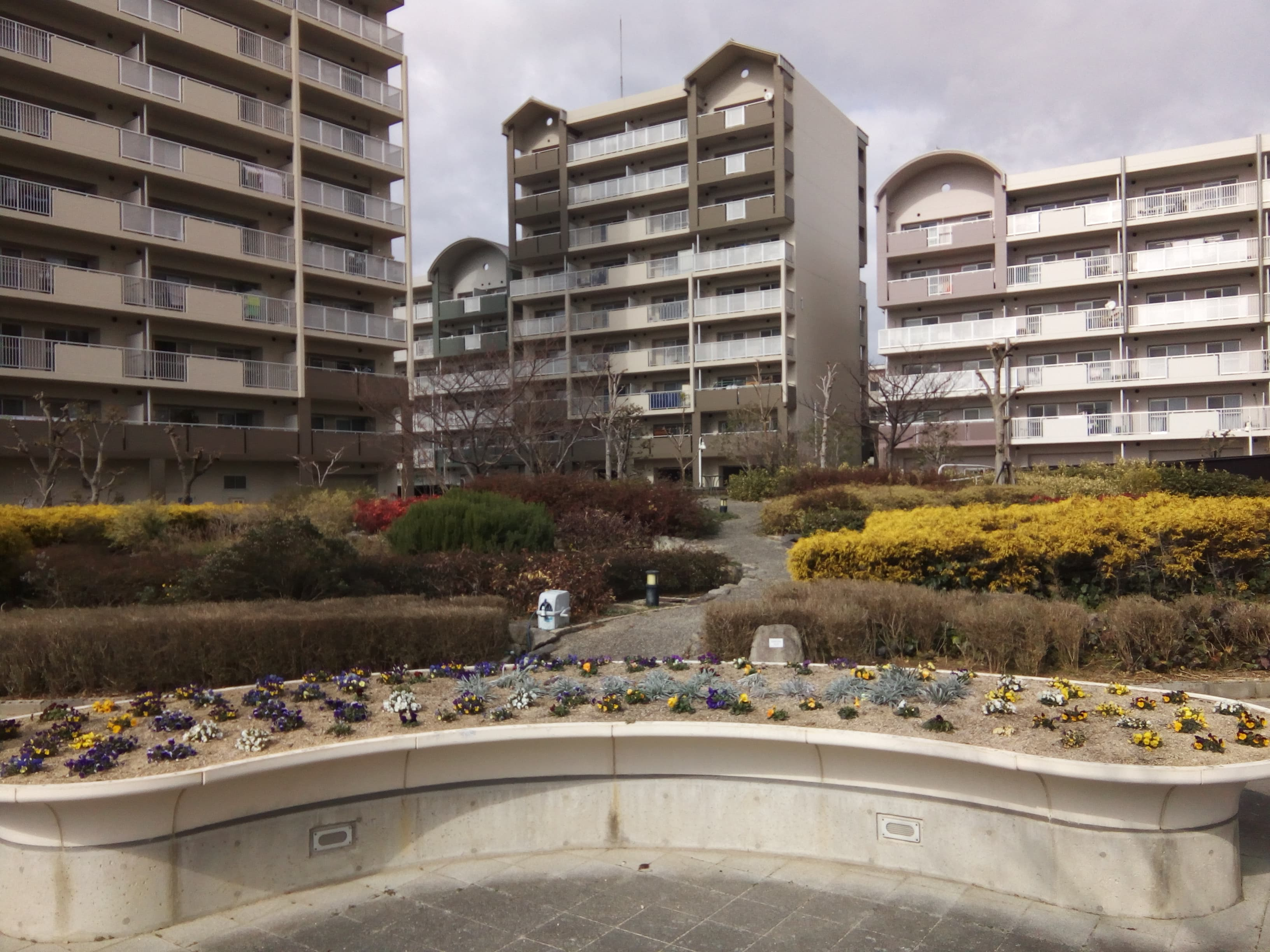
注文の多い楽農展（市営側）の様子（2019年1月撮影）